# Szató Marino
Szató Marino (佐藤 万璃音, Satō Marino, Tokió, 1999. május 12.–) japán autóversenyző.

## Pályafutása

### A kezdetek
Pályafutását 2011-ben gokartozással kezdte. 2014-ig versenyzett a géposztályban, majd együléses versenysorozatokra váltott és az olasz Formula–4-bajnokságban indult a Vincenzo Sospiri Racing szneiben. Első szezonjában legjobb helyezése egy második volt, összesítésben pedig 10. helyen zárta az pontversenyt.
2016-ban is ebben a bajnokságban indult, ugyancsak a Vincenzo Sospiri versenyzőjeként. Egy futamgyőzelemmel a bajnoki táblázat 18. helyén zárt az év végén.

### Formulaautózás
2017-ben a Formula–3 Európa-bajnokságban indult és részt vett a makaói nagydíjon is.
Két idényen át volt a mezőny tagja, első szezonjában a 19., a másodikban pedig a 16. helyen végzett a bajnokságban. Futamon a legjobb eredménye két évad alatt egy 4. hely volt 2018-ból, Zandvoortból.
2019-ben kilenc futamgyőzelmet és 309 pontot gyűjtve megnyerte az Euroformula Open bajnokságot. Ugyanebben az évben hat futamon rajthoz állt a FIA Formula–2 bajnokságban a Campos Racing színeiben, Arjun Maini helyén. Belgiumban debütált a bajnokságban, amely hétvége főfutamának a 2. körében egy halálos baleset történt, amelynek következtében a Formula–2 mezőnyének teljes hétvégéjét törölték. Végül pont nélkül zárt a tabellán.
Az olasz Trident istálló 2020 februárjában bejelentette, hogy Roy Nissany mellé leigazolták a teljes 2020-as szezonra. Szeptember 13-án az olaszországi Mugellóban a kaotikus főversenyen sikerült egy világbajnoki pontot szerezni, mikor a 8. helyen ért célba. Ez volt az első és egyetlen pontszerzése az évadban. Az év végi tabellán csupán a 22. lett 1 szerzett egységgel.
2021. március 1-jén hivatalossá vált, hogy marad a Trident csapatánál a 2021-es kiírásra is, míg új csapattársa a holland Bent Viscaal lett. Az első fordulóban, március 27-én a Bahreinben tartott második sprintversenyen az egy pontot érő 8. helyen ért célba. Az évad további részében a legjobb eredménye egy 13. pozíció volt az azerbajdzsáni második futamról. A versenyzői ponttáblázatban a 21. helyet foglalta el. A szezon utáni teszteken a konstruktőri második Virtuosi Racinggel vett részt.
2021. december 13-án nyilvánosságra hozták, hogy Jack Doohannel együtt az istálló versenyzője lesz 2022-ben.

### Formula–1
2020. december 9-én a Formula–1-es Scuderia AlphaTauri csapat bejelentette, hogy honfitársa, Cunoda Júki mellett ő vezetheti az abu-dzabi nagydíj után megrendezésre kerülő újoncteszten az egyik autót.

## Eredményei

### Karrier összefoglaló
| Szezon | Bajnokság                  | Csapat                  | Verseny | Győzelem | Pole | Leggyorsabb kör | Dobogós helyezés | Pont | Helyezés |
| ------ | -------------------------- | ----------------------- | ------- | -------- | ---- | --------------- | ---------------- | ---- | -------- |
| 2015   | Olasz Formula–4-bajnokság  | Vincenzo Sospiri Racing | 21      | 0        | 0    | 1               | 1                | 62   | 10.      |
| 2016   | Olasz Formula–4-bajnokság  | Vincenzo Sospiri Racing | 21      | 1        | 0    | 0               | 1                | 42   | 18.      |
| 2017   | Formula–3 Európa-bajnokság | Motopark                | 30      | 0        | 0    | 0               | 0                | 1    | 19.      |
| 2017   | Makaói nagydíj             | Motopark                | 1       | 0        | 0    | 0               | 0                | —    | Kiesett  |
| 2018   | Formula–3 Európa-bajnokság | Motopark                | 30      | 0        | 0    | 0               | 0                | 31.5 | 16.      |
| 2018   | Makaói nagydíj             | Motopark                | 1       | 0        | 0    | 0               | 0                | —    | Kiesett  |
| 2019   | Euroformula Open           | Motopark                | 16      | 9        | 6    | 5               | 11               | 309  | 1.       |
| 2019   | Formula–2                  | Campos Racing           | 6       | 0        | 0    | 0               | 0                | 0    | 21.      |
| 2020   | Formula–2                  | Trident                 | 24      | 0        | 0    | 0               | 0                | 1    | 22.      |
| 2021   | Formula–2                  | Trident                 | 23      | 0        | 0    | 0               | 0                | 1    | 21.      |
| 2022   | Formula–2                  | Virtuosi Racing         | 28      | 0        | 0    | 0               | 0                | 6    | 22.      |
| 2023   | Európai Le Mans-széria     | United Autosports USA   | 6       | 3        | 0    | 0               | 3                | 100  | 2.       |
| 2024   | WEC - GT3                  | United Autosports       | 8       | 0        | 1    | 0               | 1                | 36   | 18.      |
| 2024   | Európai Le Mans-széria     | United Autosports       | 6       | 0        | 1    | 0               | 1                | 29   | 10.      |
| 2024   | Japán Porsche-kupa         | Ponos Racing            | 2       | 0        | 0    | 0               | 1                | 20,5 | 16.      |

### Teljes Formula–3 Európa-bajnokság eredménysorozata
(Táblázat értelmezése)

(Félkövér: pole-pozícióból indult; dőlt: leggyorsabb kört futott) 

| Év   | Csapat   | 1        | 2        | 3         | 4        | 5        | 6        | 7        | 8        | 9        | 10       | 11       | 12       | 13       | 14       | 15       | 16       | 17       | 18       | 19       | 20       | 21       | 22       | 23       | 24       | 25       | 26       | 27       | 28       | 29       | 30       | Helyezés | Pont |
| ---- | -------- | -------- | -------- | --------- | -------- | -------- | -------- | -------- | -------- | -------- | -------- | -------- | -------- | -------- | -------- | -------- | -------- | -------- | -------- | -------- | -------- | -------- | -------- | -------- | -------- | -------- | -------- | -------- | -------- | -------- | -------- | -------- | ---- |
| 2017 | Motopark | SIL 1 16 | SIL 2 12 | SIL 3 18  | MNZ 1 13 | MNZ 2 11 | MNZ 3 12 | PAU 1 14 | PAU 2 Ki | PAU 3 13 | HUN 1 16 | HUN 2 16 | HUN 3 15 | NOR 1 13 | NOR 2 16 | NOR 3 13 | SPA 1 15 | SPA 2 11 | SPA 3 14 | ZAN 1 15 | ZAN 2 18 | ZAN 3 17 | NÜR 1 16 | NÜR 2 Ki | NÜR 3 12 | RBR 1 14 | RBR 2 16 | RBR 3 10 | HOC 1 18 | HOC 2 19 | HOC 3 16 | 19.      | 1    |
| 2018 | Motopark | PAU 1 9  | PAU 2 18 | PAU 3 10‡ | HUN 1 15 | HUN 2 13 | HUN 3 16 | NOR 1 8  | NOR 2 7  | NOR 3 13 | ZAN 1 19 | ZAN 2 10 | ZAN 3 4  | SPA 1 7  | SPA 2 15 | SPA 3 16 | SIL 1 12 | SIL 2 17 | SIL 3 14 | MIS 1 15 | MIS 2 12 | MIS 3 Ki | NÜR 1 Ki | NÜR 2 Ki | NÜR 3 18 | RBR 1 14 | RBR 2 13 | RBR 3 21 | HOC 1 19 | HOC 2 14 | HOC 3 16 | 16.      | 31,5 |

† A versenyt nem fejezte be, de helyezését értékelték, mert a versenytáv több, mint 90%-át teljesítette.
‡ A versenyt félbeszakították, és mivel nem teljesítették a táv 75%-át, így csak a pontok felét kapta meg.

### Teljes FIA Formula–2-es eredménysorozata
(Táblázat értelmezése)

(Félkövér: pole-pozícióból indult; dőlt: leggyorsabb kört futott) 

| Év   | Csapat          | 1           | 2           | 3           | 4           | 5          | 6          | 7           | 8           | 9           | 10          | 11          | 12         | 13         | 14         | 15         | 16         | 17         | 18         | 19         | 20         | 21          | 22          | 23          | 24          | 25         | 26         | 27         | 28         | Helyezés | Pont |
| ---- | --------------- | ----------- | ----------- | ----------- | ----------- | ---------- | ---------- | ----------- | ----------- | ----------- | ----------- | ----------- | ---------- | ---------- | ---------- | ---------- | ---------- | ---------- | ---------- | ---------- | ---------- | ----------- | ----------- | ----------- | ----------- | ---------- | ---------- | ---------- | ---------- | -------- | ---- |
| 2019 | Campos Racing   | BHR FEA     | BHR SPR     | AZE FEA     | AZE SPR     | ESP FEA    | ESP SPR    | MON FEA     | MON SPR     | FRA FEA     | FRA SPR     | AUT SPR     | AUT SPR    | GBR FEA    | GBR SPR    | HUN FEA    | HUN SPR    | BEL FEA T  | BEL SPR T  | ITA FEA 12 | ITA SPR 11 | RUS FEA 16  | RUS SPR 15  | UAE FEA 18  | UAE SPR 16  |            |            |            |            | 21.      | 0    |
| 2020 | Trident         | AUT1 FEA Ki | AUT1 SPR 17 | AUT2 FEA 16 | AUT2 SPR Ki | HUN FEA Ki | HUN SPR 20 | GBR1 FEA 20 | GBR1 SPR 12 | GBR2 FEA 17 | GBR2 SPR 17 | ESP FEA 15  | ESP SPR 21 | BEL FEA 14 | BEL SPR Ki | ITA FEA 20 | ITA SPR 13 | MUG FEA 14 | MUG SPR 8  | RUS FEA 13 | RUS SPR 15 | BHR1 FEA 20 | BHR1 SPR 11 | BHR2 FEA 17 | BHR2 SPR 16 |            |            |            |            | 22.      | 1    |
| 2021 | Trident         | BHR SP1 15  | BHR SP2 8   | BHR FEA 14  | MON SP1 19† | MON SP2 Ki | MON FEA 14 | AZE SP1 18  | AZE SP2 13  | AZE FEA 15  | GBR SP1 Hn  | GBR SP2 16  | GBR FEA 19 | ITA SP1 Hn | ITA SP2 20 | ITA FEA Ki | RUS SP1 14 | RUS SP2 T  | RUS FEA 14 | KSA SP1 Ki | KSA SP2 13 | KSA FEA 18  | UAE SP1 19  | UAE SP2 16  | UAE FEA 17  |            |            |            |            | 21.      | 1    |
| 2022 | Virtuosi Racing | BHR SPR 16  | BHR FEA 11  | KSA SPR 8   | KSA FEA 17  | IMO SPR 16 | IMO FEA 11 | ESP SPR 17  | ESP FEA 19  | MON SPR 15  | MON FEA 10  | AZE SPR 17† | AZE FEA 8  | GBR SPR Ki | GBR FEA 15 | AUT SPR Ki | AUT FEA 16 | FRA SPR 9  | FRA FEA Ki | HUN SPR 15 | HUN FEA 15 | BEL SPR 12  | BEL FEA 15  | NED SPR 19  | NED FEA Ki  | ITA SPR 11 | ITA FEA 11 | UAE SPR 19 | UAE FEA 15 | 22.      | 6    |

† A versenyt nem fejezte be, de helyezését értékelték, mert a versenytáv több, mint 90%-át teljesítette.